# Giovanni Simeoni
Pour les articles homonymes, voir Simeoni.
 Giovanni Simeoni (né le 12 juillet 1816 à Paliano, dans l'actuelle province de Frosinone, dans le Latium, alors dans les États pontificaux et mort le 14 janvier 1892 à Rome) est un cardinal italien du XIXe siècle qui est diplomate du Saint-Siège et secrétaire d'État de Pie IX.

## Biographie
Giovanni Simeoni exerce diverses fonctions au sein de la Curie romaine, notamment auprès de la Congrégation pour la Propaganda Fide. Il est nommé archevêque titulaire de Chalcédoine (de) en 1875 et est envoyé comme nonce apostolique en Espagne.
Le pape Pie IX le crée cardinal in pectore au consistoire du 5 mars 1875. Sa création est publiée le 17 septembre 1875.  
Le cardinal Simeoni est cardinal secrétaire d'État et préfet de la Congrégation des affaires ecclésiastiques publiques de 1876 à 1878, préfet du Palais apostolique et préfet de la Sacrée congrégation pour la propagation de la foi.  
Il participe au conclave de 1878, à l'issue duquel Léon XIII est élu pape. Le cardinal Simeoni devient président des séminaires missionnaires à Rome et camerlingue du Sacré Collège en 1885-1886.

## Succession apostolique
Giovanni Simeoni a ordonné les évêques suivants :
- Évêque Gabino Catalina del Amo (es) (1875)
- Évêque Vicente Calvo y Valero (1875)
- Archevêque Manuel Gómez-Salazar y Lucio-Villegas (es) (1876)
- Archevêque Fulgencije Carev (hr), O.F.M.Obs. (1879)
- Archevêque Elia Bianchi (1879)
- Cardinal Vincenzo Vannutelli (1880)
- Archevêque Roberto Menini (bg), O.F.M.Cap. (1880)
- Archevêque James Vincent Cleary (1881)
- Archevêque Tobias Kirby (en) (1881)
- Évêque Thomas Alphonsus O'Callaghan (en), O.P. (1884)
- Cardinal Antonio Agliardi (1884)
- Archevêque Paolo Giuseppe Palma (pl), C.P. (1885)
- Archevêque Šimun Milinović (en), O.F.M.Obs. (1886)
- Cardinal Domenico Svampa (1887)